# Hippokamp

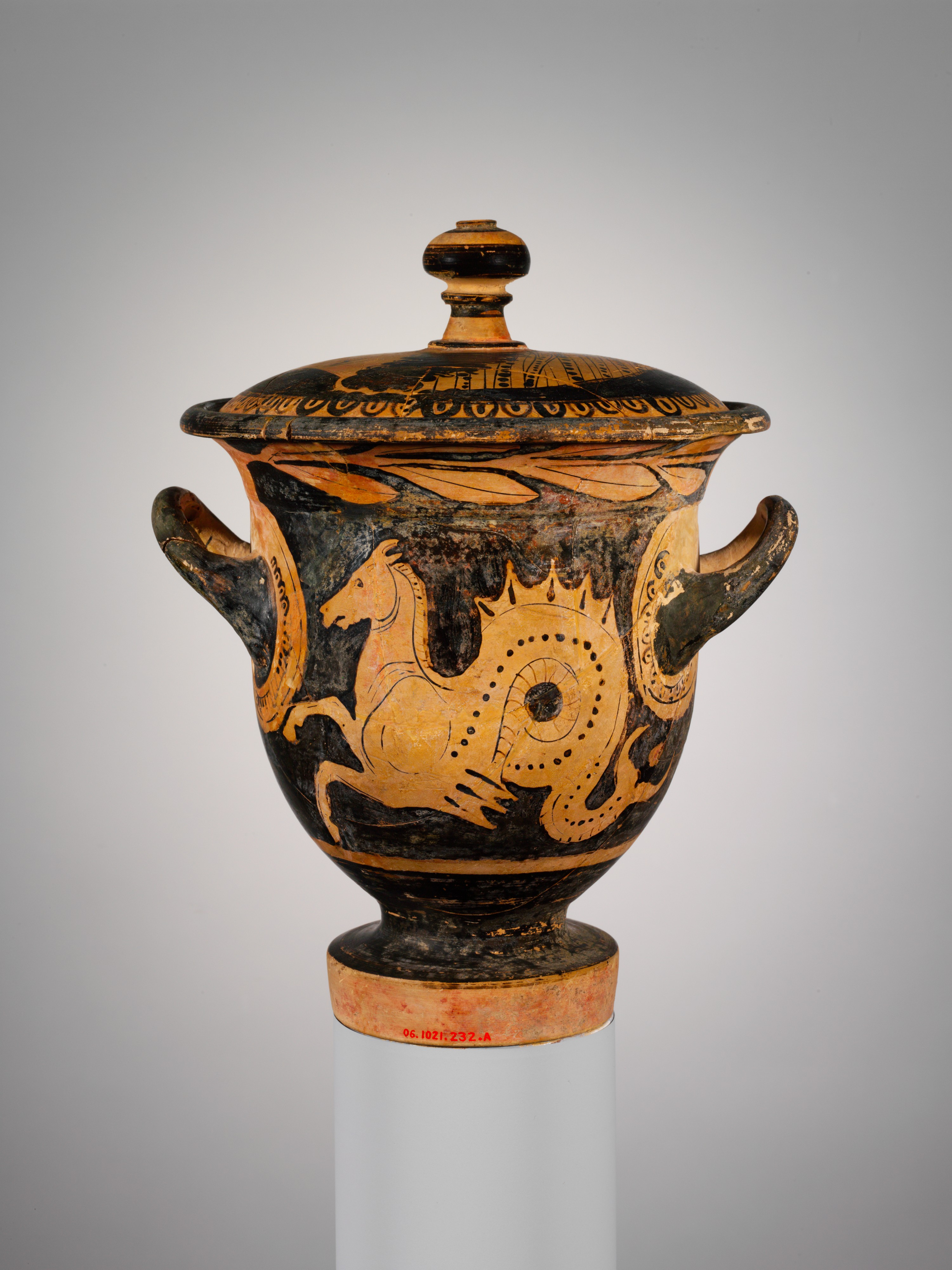
Ein Hippokampos auf einem Krater (rotfigurige Malerei)

Ein Hippokamp oder Hippokampos (altgriechisch ἱππόκαμπος hippókampos, von ἵππος híppos, deutsch ‚Pferd‘ und κάμπος kámpos, deutsch ‚Seeungeheuer‘) ist ein Fabelwesen, dessen vordere Hälfte wie ein Pferd aussieht und die hintere wie ein schlangenartiger Fisch. Die Schreibweise Hippocamp geht auf die lateinische Form hippocampus zurück. 

## Mythologie
Hippokampen spielen in griechischen Mythen keine besondere Rolle. Sie tauchen aber oft in antiken künstlerischen Darstellungen mythologischer Szenen auf, etwa auf griechischen Vasenbildern. Möglicherweise sollen sie die wilde, ungestüme Kraft des Meeres symbolisieren. In Darstellungen der griechischen Mythologie, beispielsweise auf Münzen, wird der Hippokamp als Zug- oder Reittier verschiedener Meeresgötter dargestellt. Das Vorderteil des Hippokamp hat manchmal Flügel, der hintere Fischteil mit Rückenflosse ist oft eingerollt wie eine Schlange.

## Name
Der Namensbestandteil -kamp ist wenig gebräuchlich. Einige antike Autoren setzen kampē gleich mit kētos als Bezeichnung für ein Seeungeheuer (vgl. Keto (Mythologie), das ebenso wie ein Hippokamp Reittier der Nereïden sein kann). Andererseits ist kampē auch eine Bezeichnung für eine Raupe. Der Name bezieht sich also entweder auf ein Meeresungeheuer oder, möglicherweise wegen der beweglichen, wurmartigen Gestalt, auf eine Raupe, verwandt zu Kampe (Mythologie). Ob die Form des Hippokamp von den (viel kleineren) Seepferdchen inspiriert worden ist oder nicht, ist unklar. Es ist durchaus wahrscheinlich und wird durch die ältesten bekannten Darstellungen in der Kunst unterstützt, dass es, wie viele andere Mischwesen, eine rein künstlerische Erfindung war.

## Rezeption
Nach dem Fabeltier sind sowohl der Neptunmond Hippocamp als auch die Gattung der Seepferdchen (zoologisch Hippocampus) benannt. Vom Seepferdchen hat wiederum in der Anatomie der Hippocampus, ein Teil des Gehirns, seinen Namen. In der Heraldik ist sowohl der Hippokamp (das „Seepferd“) als auch das Seepferdchen ein Wappentier, siehe Seepferd (Wappentier).
Viele venezianische Gondeln sind auf beiden Seiten des Fahrgastraumes mit Hippokampen verziert. Hippokampen treten auch im Faust II auf, im 2. Akt, Szene Felsbuchten des Ägäischen Meers.
Erstmals als zentrale Brunnenfiguren befinden sich vier große Hippokampen am Residenzbrunnen in Salzburg.

## Galerie

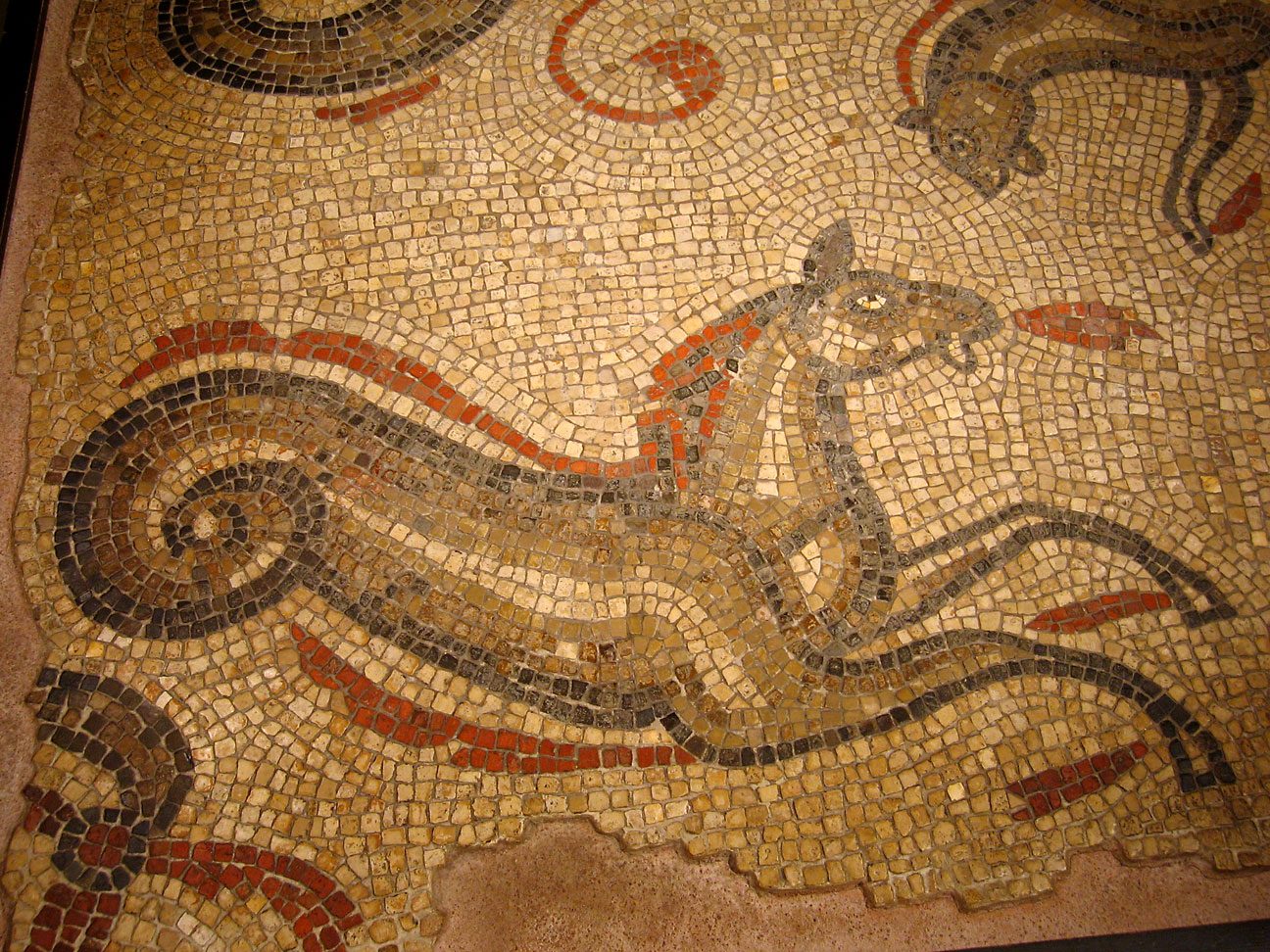
Darstellung in einem antiken römischen Mosaik in Bath
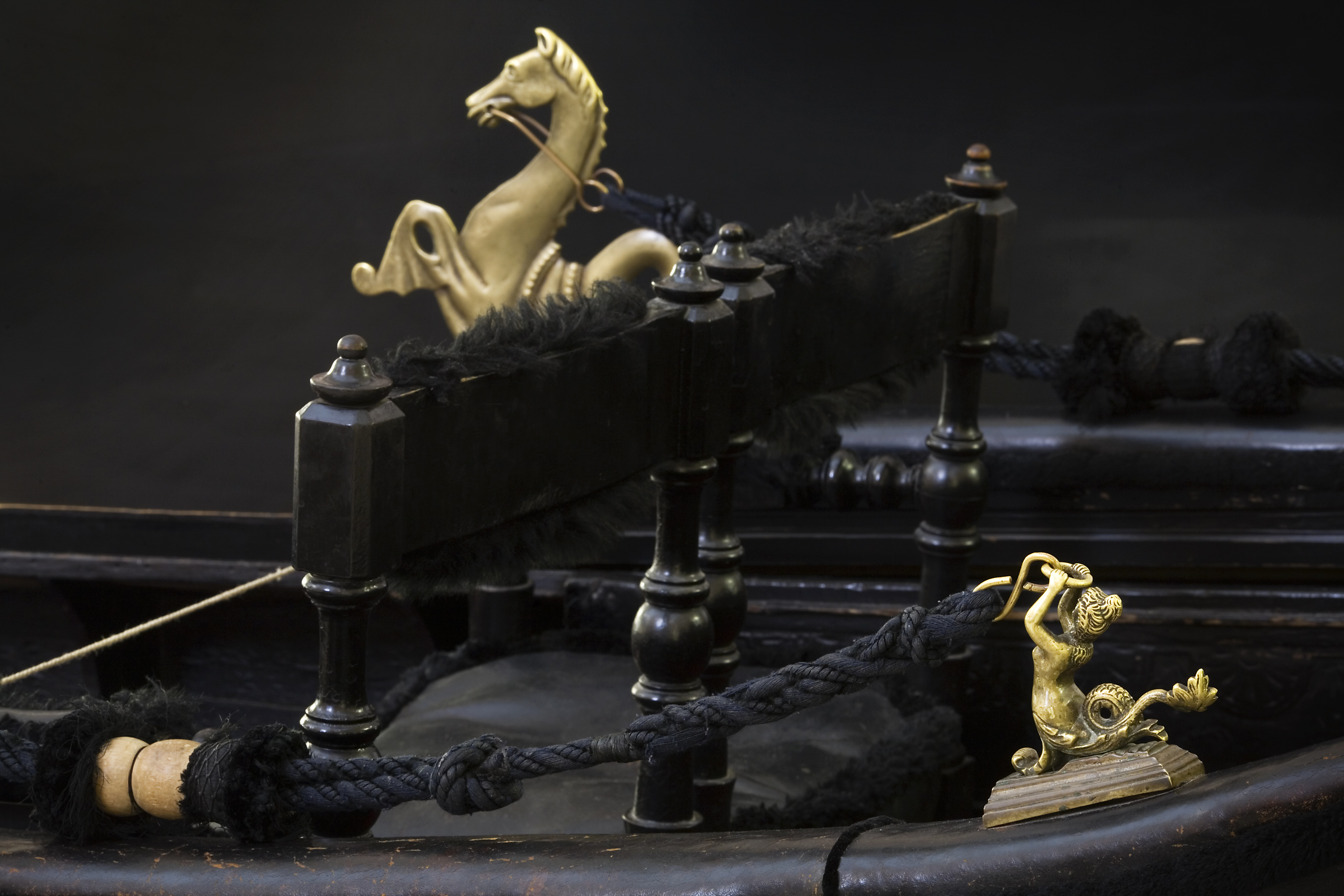
Ein Hippokamp an einer venezianischen Gondel
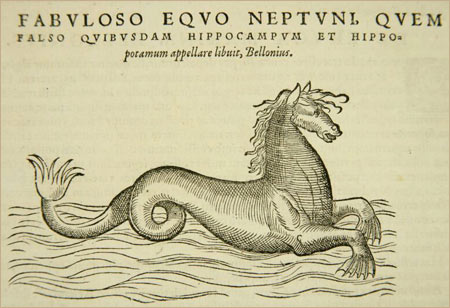
Darstellung eines Hippokampen von 1563
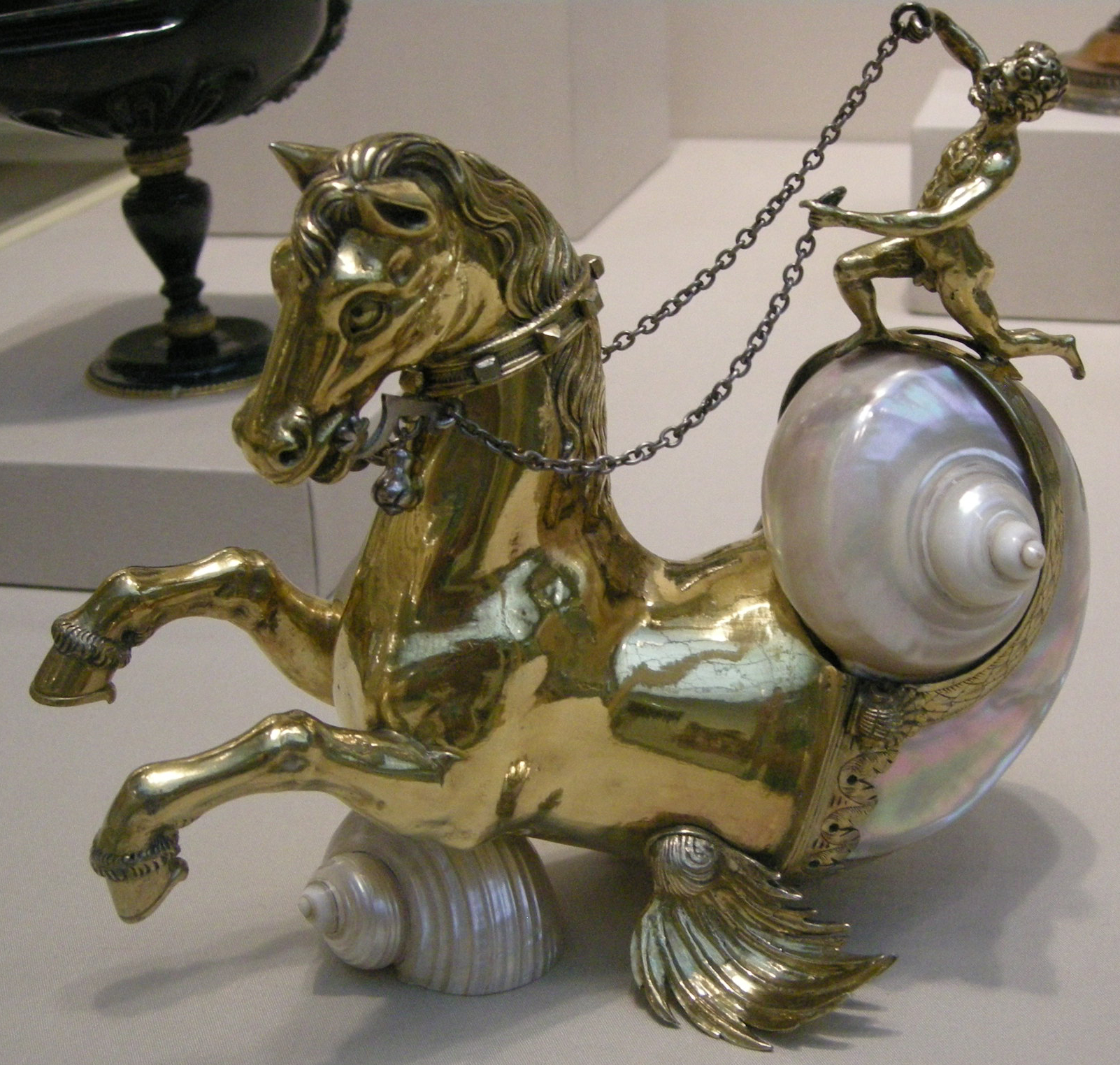
manieristisches Trinkgefäß, spätes 16. Jahrhundert
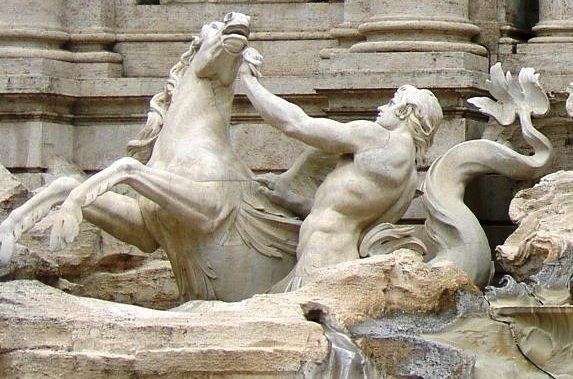
Detail des Trevi-Brunnens
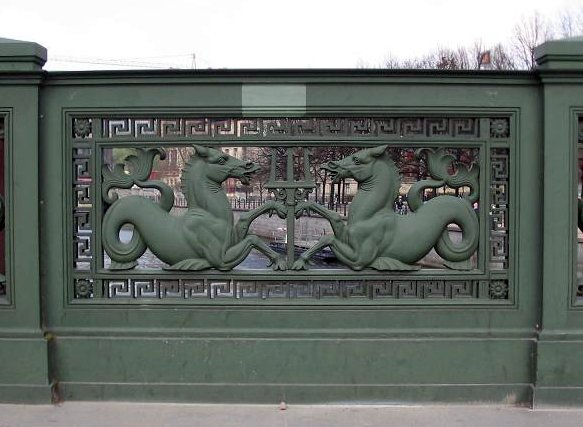
Zwei Hippokampen im Brüstungsgitter der Berliner Schloßbrücke
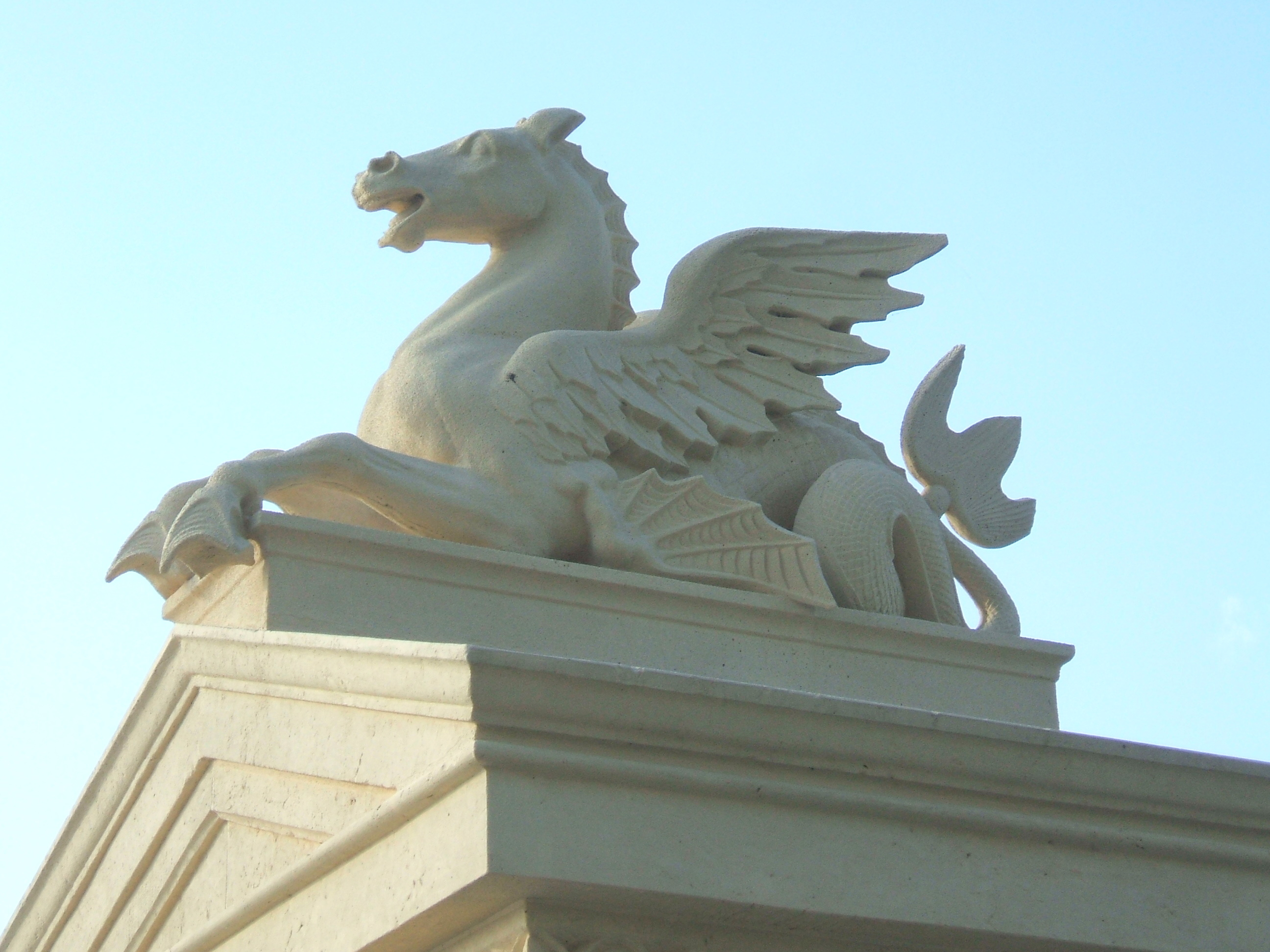
Ein Hippokamp an der Schweriner Schlossbrücke
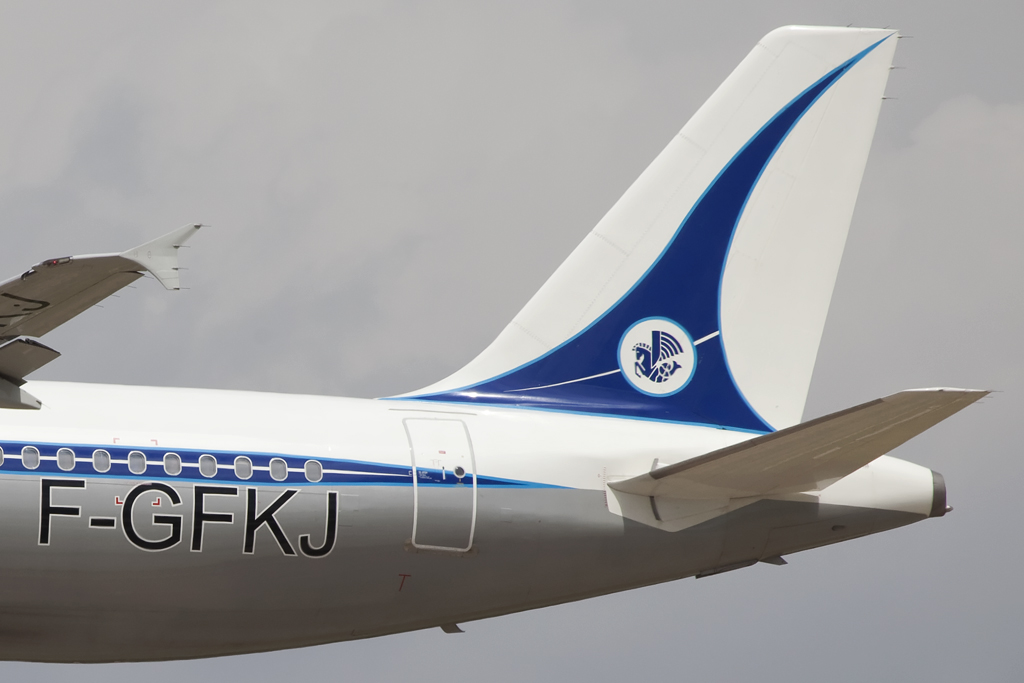
Ein Hippokamp auf dem Seitenruder einer A320 als ehemaliges Logo der Fluggesellschaft Air France